# Manuel Talens
Manuel Talens (Granada, 1948 - València, 2015) va ser un metge, escriptor, novel·lista, traductor i articulista de premsa en paper i digital. Germà del poeta Jenaro Talens.

## Formació
En 1971 es va graduar en Medicina a la Universitat de Granada i es va especialitzar en anatomia patològica a McGill University, Mont-real.

## Talens com a autor
Va ser autor de tres novel·les La parábola de Carmen la Reina (1992), Hijas de Eva (1997) i La cinta de Moebius (2007) de diversos llibres de narracions, Venganzas (1995), Rueda del tiempo (2001, Premi Andalusia de la Crítica 2002) i La sonrisa de Saskia y otras historias mínimas (2003). En el moment de la seva defunció estava treballant en una nova novel·la. A l'any 2008 va aparèixer el seu llibre d'assajos Cuba en el corazón.Era membre del Consell de redacció de la revista cuatrilingüe EU-topías, revista d'interculturalitat, comunicació i estudis europeus, coeditada pel Departament de Teoria dels llenguatges i Ciències de la comunicació de la Universitat de València. Estudi general (UVEG) i el Global Studies Institute de la Universitat de Ginebra (GSI).

## Talens com a traductor
Talens era un traductor professional d'anglès i francès a la llengua espanyola. Va traduir textos de ficció, semiòtica, psiquiatria, teatre, assaig i cinema. Entre els nombrosos autors que va abocar al castellà es troben Georges Simenon, Tibor Fischer, Edith Wharton, Groucho Marx, Paul Virilio, Blaise Cendrars, Derek Walcott, Georges Hyvernaud, Geert Lovink, James Petras, Donna J. Haraway, Natan Zach, Guy Deutscher o el Groupe µ.Va ser membre fundador (2005) de Tlaxcala, la xarxa internacional de traductors per la diversitat lingüística, en el lloc web de la qual solia traduir articles periodístics d'índole política o cultural a l'espanyol, francès, anglès i portuguès.

## Obra publicada

### Novel·la
- 1992 - La parábola de Carmen la Reina.[4]
- 1997 - Hijas de Eva.
- 2007 - La cinta de Moebius.

### Narració
- 1995 - Venganzas.
- 1997 - "Sola esta noche", inclosa en el volum col·lectiu Cuentos eróticos de Navidad.
- 2001 - Rueda del tiempo.
- 2003 - La sonrisa de Saskia y otras historias mínimas.

Ha publicat així mateix múltiples narracions soltes en diferents llibres col·lectius i en internet.

### Assaig
- 2008 - Cuba en el corazón.

## Premis
- 1997 - Premi Cartelera Turia (València) a la millor contribució literària per la seva novel·la Hijas de Eva.
- 2002 - Premi Andalusia de la Crítica per Rueda del tiempo.[1][5]